# 小行星3360
小行星3360（英語：3360 Syrinx）是一颗围绕太阳公转的小行星。1981年11月4日，埃莉諾·赫琳、R. S. Dunbar在帕洛马山发现了此天体。
这颗小行星的绝对星等为62.15866304119248等。